# Amt Gieboldehausen
Das Amt Gieboldehausen war ein historisches Verwaltungsgebiet des Erzstifts Mainz, später des Königreichs Hannover bzw. der preußischen Provinz Hannover.

## Geschichte
Das Amt ging aus einem welfischen Burgbezirk des Mittelalters hervor. Die Burg Gieboldehausen und die Vogtei kamen nach 1334 sukzessive unter die Herrschaft der Mainzer Erzbischöfe. Diese verpfändeten das Amt 1418 an Johann Adolf von Nassau, Oberamtmann auf dem Rusteberg und Bruder des Mainzer Kurfürsten Johann II. Nach dem französisch-westphälischen Intermezzo wurde es wiederhergestellt und gehörte ab 1823 zur Landdrostei Hildesheim im Königreich Hannover. 1859 wurde es mit den Landgemeinden des früheren Amts Duderstadt vereinigt. Die Stadt Duderstadt blieb zwar amtsfrei, wurde aber Sitz des vereinigten Amtes, das weiterhin als Amt Gieboldehausen bezeichnet wurde. Zugleich wurde dem vergrößerten Amt die Vogtei Lindau (bisher zum Amt Katlenburg-Lindau) zugelegt. Im Zuge der Einführung der Kreisverfassung im Königreich Preußen wurde das Amt 1885 mit der Stadt Duderstadt zum neuen Kreis Duderstadt vereinigt.

## Gemeinden
Bei seiner Aufhebung (1885) gehörten dem Amt folgende Gemeinden an:
| - Bernshausen - Bilshausen (**) - Bodensee (**) - Breitenberg (*) - Brochthausen (*) - Desingerode (*) - Esplingerode (*) - Fuhrbach (*) | - Gerblingerode (*) - Germershausen - Gieboldehausen - Hilkerode (*) - Immingerode (*) - Krebeck - Langenhagen (*) | - Lindau (**) - Mingerode (*) - Nesselröden (*) - Obernfeld (*) - Renshausen (**) - Rhumspringe - Rollshausen | - Rüdershausen - Seeburg - Seulingen (*) - Tiftlingerode (*) - Werxhausen (*) - Westerode (*) - Wollbrandshausen |

(*) Aus dem ehemaligen Amt Duderstadt; (**) aus dem früheren Amt Lindau.

## Kurmainzer Amtsvögte

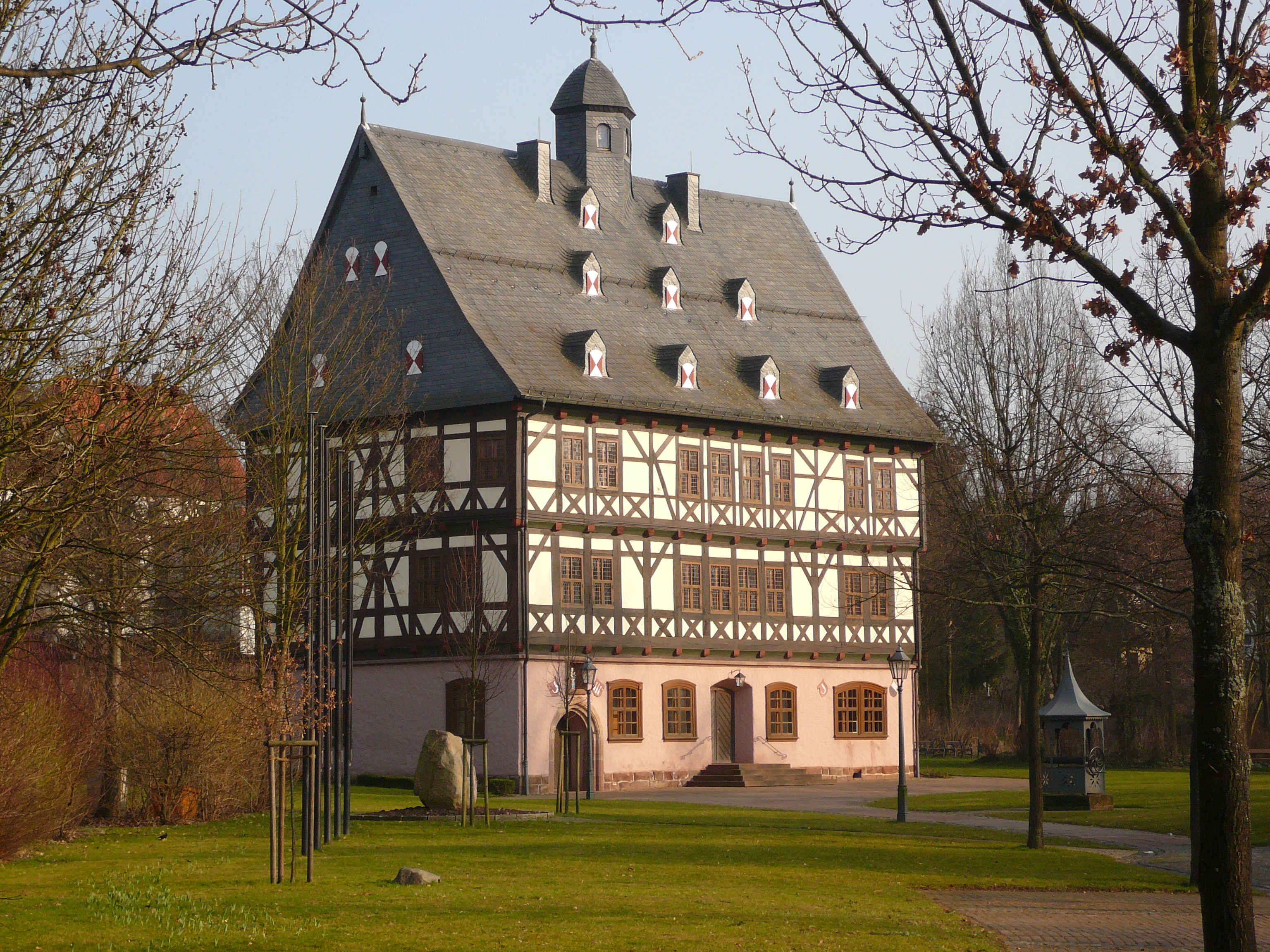
Das von den Herren v. Minnigerode errichtete Schloss war zeitweise Sitz der Amtsvögte

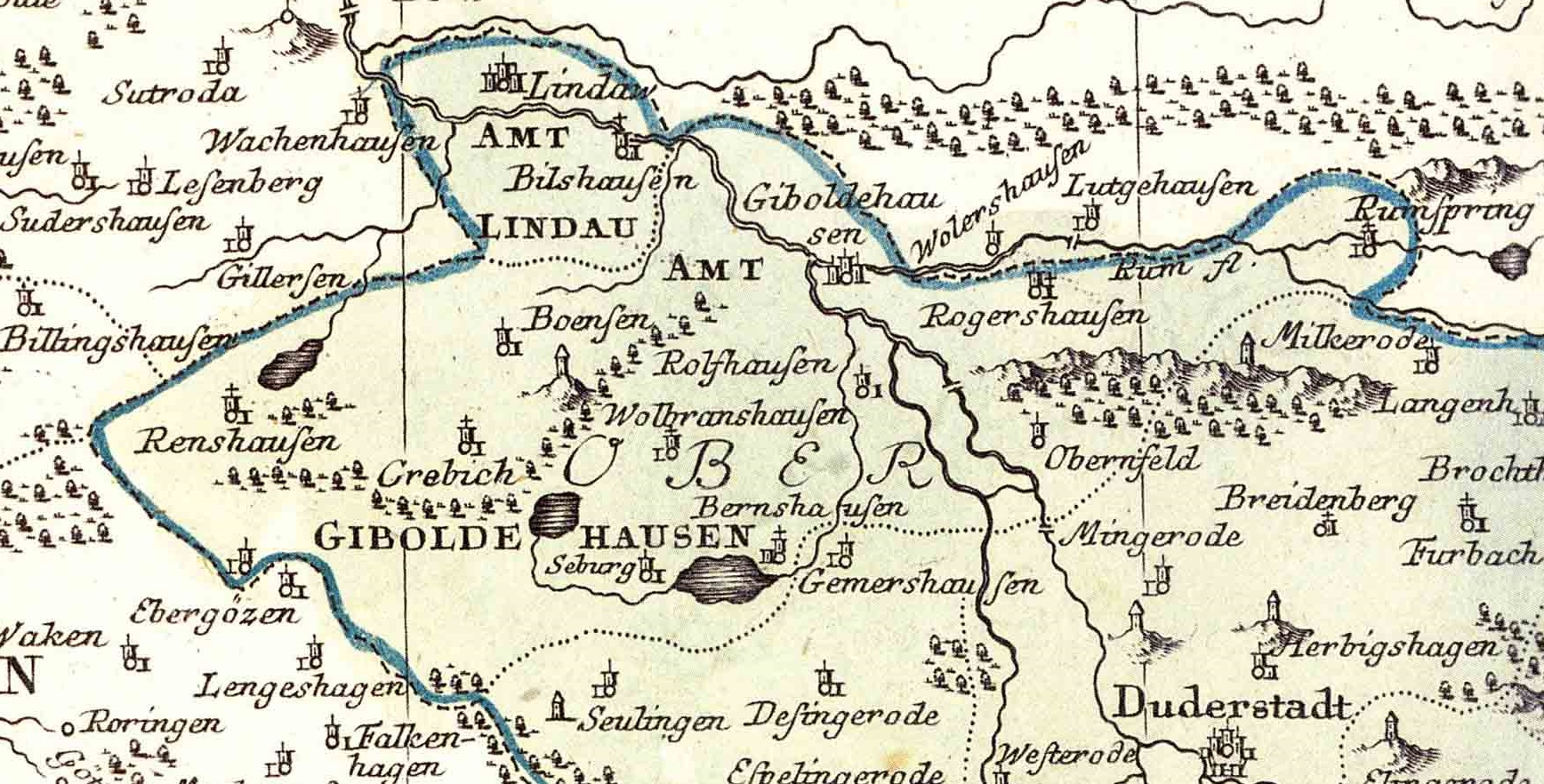
Das Amt Gieboldehausen im Jahr 1759

Das kurmainzische Amt Gieboldehausen setzte sich mehrheitlich aus folgenden Personen zusammen: dem Amtsvogt, dem Amtsrichter, dem Amtsaktuar, dem Amtsschreiber und dem Amtspedell. Sitz des Amtes war die Burg, kurzzeitig auch das heutige Schloss (1501–1530) und später das Amtshaus, welches 1850 bei einem Brand zerstört wurde. Da der Burgbezirk zeitweise mehrere Besitzer gleichzeitig hatte, gab es auch teilweise mehrere Burgherren gleichzeitig. Vor und nach Inbesitznahme der Burg und des Amtsbezirk Gieboldehausen durch Kurmainz sind folgende Burgherren, Burgmänner und Amtsvögte bekannt:
- 1334 Otto von Rusteberg[1] und Hartmann von Seulingen
- 1342 Graf Otto von Lauterberg, Hartmann von Sulingen und die übrigen Burgmannen[2]
- 1346 Ritter von Kerstlingerode
- 1347 Bertold v. Worbis und Johann v. Wintzingerode[3]
- 1369 Eckbrecht von Desingerode
- 1373 Tile von Bodungen[4]
- 1378 Herman von Gladebach, Siegfried der Ältere und Jüngere von Bültzingslöwen[5], Hans Otto und Henrich von Hagen
- 1418 Adolf von Nassau (ein Bruder des Kurfürsten) soll die Burg wiederherstellen
- 1449 Hans von Grona[6]
- Diele von Germershausen[6]
- 1462 Heinrich von Minnigerode[6]
- 1477 Henrich von Uslar
- 1493 Henrich, Kraft und Melchior von Bodenhausen
- 1495 Johannes von Minnigerode (der Ältere)[7]
- 1516 Henning Brottengeier[6]
- 1519 Herwig von Amilii[8], Joachim von Bodensee, Hans von Grohne und andere
- 1521–1532: Hans von Minnigerode (der Jüngere)[7]
- 1533–1555 Christoph Polle[7]
- 1560–1574 Johann Joachim Selge[7]
- ca. 1574–1592: Burchard von Bodungen[7]
- 1604–1618 Gobelinus Klein[7]
- 1618–1635 Kilian Drippel[7]
- 1633–1634 Georg Germer (als braunschweigischer Amtmann)[6]
- 1642–1655 Johann Jagemann[6]
- 1642–1649 Georg Polmann (von Könicksmarck eingesetzter Amtsmann)[6]
- 1650–1656 Johann Jodocus Helmsdorf[7]
- 1656–1703 Heinrich Wedekind[6]
- 1703–1721 Diedrich von Kaiserberg[6]
- 1722–1761 Philipp Valentin Spönla[6]
- 1761–1767 Anselm David Valentin Spönla[6]
- 1767–1774 Georg Philipp Teitzel[6]
- 1774–1802 Daniel Klinckhardt (bis 1806 als preußischer Amtmann)[6]

## Kontonsmaire
Während der französischen Besatzung sind folgende Kantonsmaire des Kantons Gieboldehausen bekannt:
- 1810 Rüther
- 1811–1813 Arend (bis 1818)

## Amtmänner

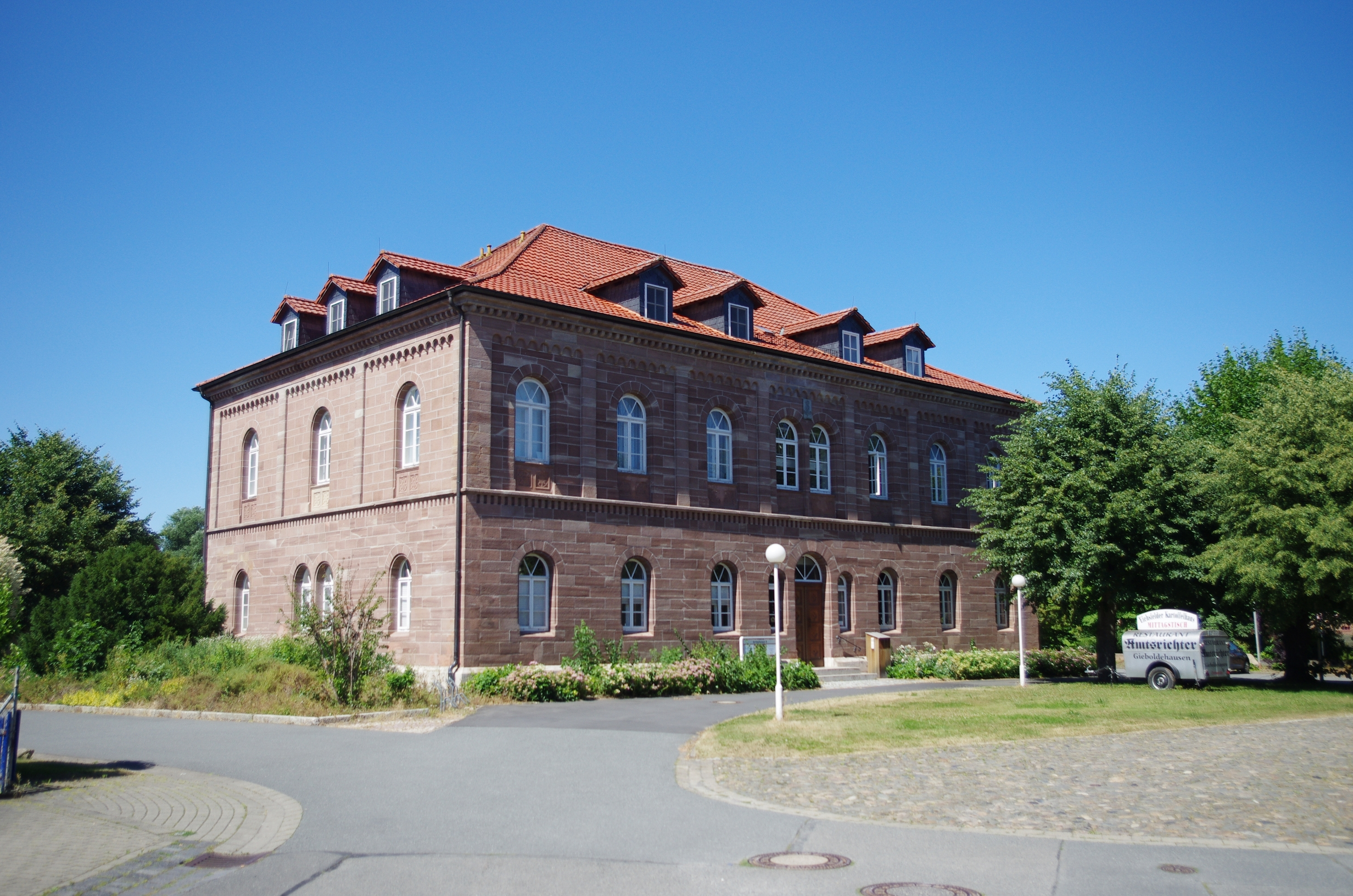
Amts- und Gerichtshaus in Gieboldehausen

- 1818–1853: Christoph Kolligs, Amtmann, ab 1833 Oberamtmann
- 1853–1859: Wilhelm Wulbrand Bock von Wülfingen, Amtmann
- 1859–1874: Bernhard Rodewald, Amtmann, ab 1868 Kreishauptmann
- 1874–1885: Karl von Oven, ab 1885 Landrat des Landkreises Duderstadt[6]